# Moadon Sport Ashdod
El Moadon Sport Ashdod (en hebreu: מועדון ספורט אשדוד, Moadon Sport Ashdod, literalment Club Esportiu Ashdod, i de vegades esmentat per les formes angleses de FC Ashdod o Ashdod SC) és un club de futbol Israelià de la ciutat d'Ashdod.

## Història

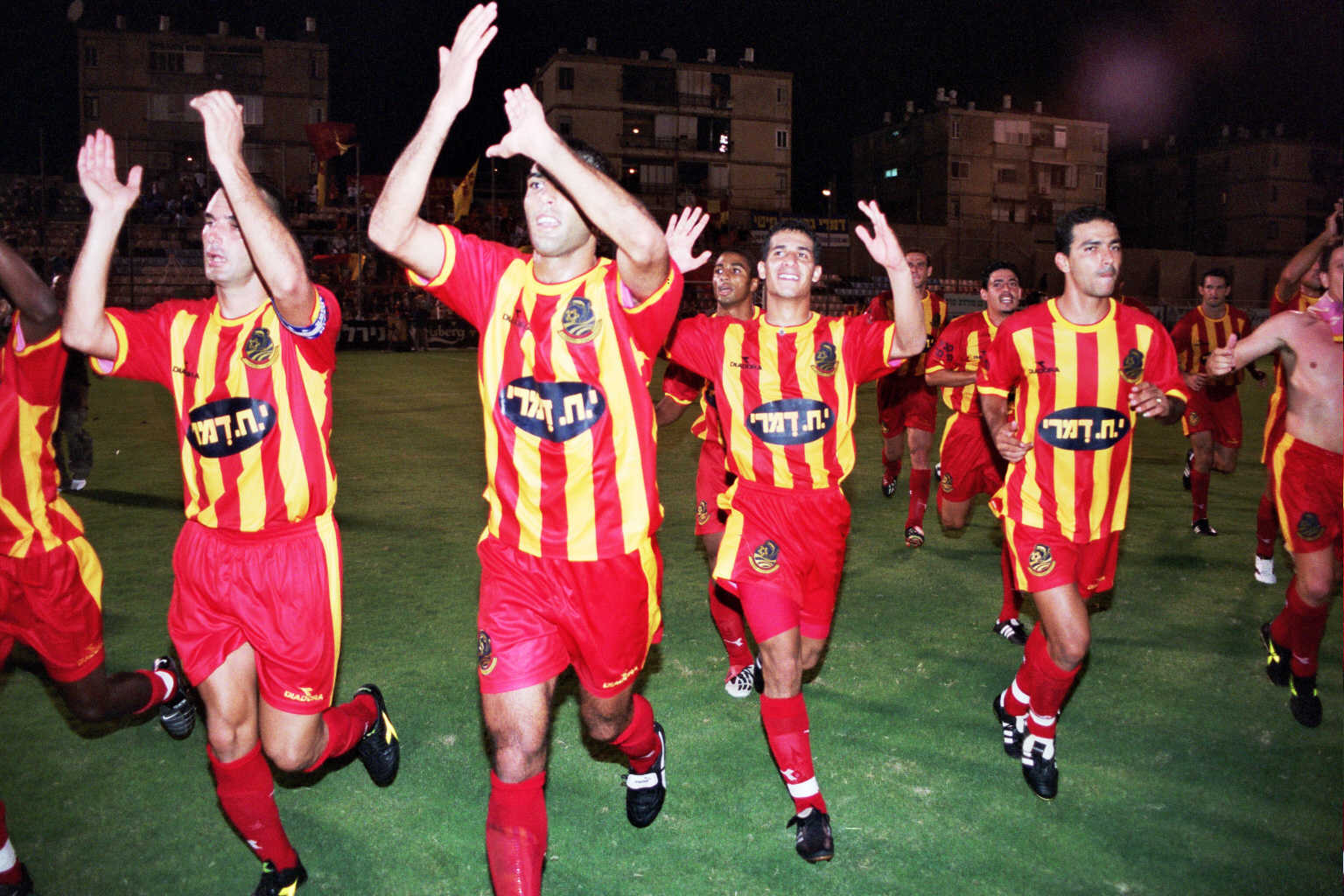
Jugadors de l'Ashdod celebrant una victòria (setembre 2003).

La denominació del club és poc ortodoxa, tenint en compte la tradició dels clubs esportius israelians (ie, Hapoel, Maccabi, Beitar, etc.). Això es deu al fet que fou el resultat de la fusió de dos clubs rivals de la ciutat, el Hapoel Asdod i el Maccabi Ironi Asdod (fundat el 1961), l'any 1999.
Els primers anys del club els seus colors foren completament blau. Amb l'arribada de Haim Revivo al capdavant del club, els colors canviaren al vermell i groc (que coincideixen amb els d'un ex equip de Revivo, el Galatasaray de Turquia). D'aquesta manera, els nous colors de l'equip incorporaven els dels clubs fusionats: Hapoel vermell i Maccabi groc i blau.

## Palmarès
Sense títols destacats

## Jugadors destacats
- Moshe Glam
- Alon Hazan
- Haim Revivo
- Ofer Shitrit
- Jan Telesnikov